# Литопедион
Литопедион (стгрч. λίθος παιδίονод "камен" и "новорођенче") или камена беба, је ретка појава која се најчешће јавља када фетус умре током трбушне трудноће. Литопедион је мртви фетус који је превелик да би га тело поново апсорбовало и споља се калцифицира као део реакције мајчиног организма на страно тело, штитећи њено тело од мртвог ткива фетуса и спречавајући инфекцију.
Литопедија се може појавити од 14 недеље гестације до пуног термина. Није неуобичајено да камена беба деценијама остане недијагностикована и да се нађе много након природне менопаузе; дијагноза се често дешава када се пацијент прегледа за друга стања која захтевају да се подвргне рендгенској студији. Преглед 128 случајева открива да је просечна старост жена са литопедијом била педесет пет година у време постављања дијагнозе, при чему је најстарија била сто година. Литопедион се носио у стомаку у просеку двадесет две године, а у неколико случајева жене су остале трудне и без инцидената рађале децу. Девет од прегледаних случајева је имало литопедион више од педесет година пре дијагнозе.
Према једном извештају постоји само 300 познатих случајева литопедије у свету, забележених у преко 400 година медицинске литературе. Док је шанса за абдоминалну трудноћу једна од 11.000 трудноћа, само између 1,5 и 1,8% ових трбушних трудноћа може се развити у литопедију.